# Patrick Groc
Patrick Groc, född den 6 september 1960 i Neuilly-sur-Seine, Frankrike, är en fransk fäktare som tog OS-brons i herrarnas lagtävling i florett i samband med de olympiska fäktningstävlingarna 1984 i Los Angeles.